# Hieronymus Osius

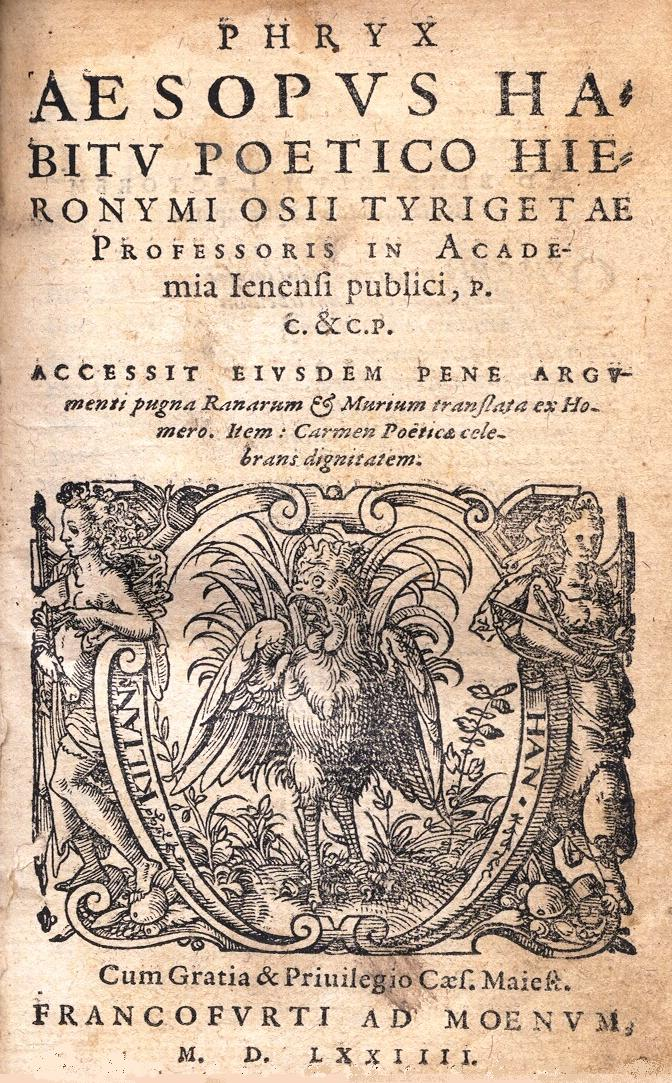
Portada de la edición de 1574 de las Fábulas de Esopo de Osius.

Hieronymus Osius (1530-1575) fue un poeta y académico neolatino alemán del que existen pocos detalles biográficos. Nació hacia 1530 en Schlotheim y fue asesinado en 1575 en Graz. Después de estudiar primero en la Universidad de Erfurt, obtuvo su maestría en la Universidad de Wittenberg en 1552 y más tarde impartió clases de poética en la Facultad de Filosofía de esa misma ciudad. En 1558 fue coronado poeta laureado en Copenhague por el rey Cristián III de Dinamarca. Posteriormente ocupó cargos docentes en Jena, Ratisbona y Graz, identificándose con el protestantismo en los conflictos religiosos de la época. Osius era conocido como un poeta preeminente cuyas obras se reimprimieron con frecuencia. Entre ellos se encontraban su «Cántico al nacimiento de Cristo» (Carmen de natali Christi, 1557); una adaptación al latín de la epopeya cómica homérica, la Batracomiomaquia (Pugna ranarum et murium, la batalla de las ranas y los ratones); una epopeya de la guerra de los campesinos de Dithmarschen (Historia belli Ditmarsici, 1560), que acababa de concluir en su momento, y de la que también publicó una versión más breve en alemán; y su colección de casi 300 poemas basados en las fábulas de Esopo (Fabulae Aesopi carmine elegiaco redditae, 1564).